# Black Knight (Dane Whitman)
Dane Whitman (in sommige versies Donald) Whitman is een personage dat bedacht werd door Roy Thomas voor Marvel Comics. Hij is de derde en tevens huidige Black Knight. Hij is een afstammeling van Sir Percy en de neef van Nathan Garrett. Hij maakt(e) deel uit van het superheldenteam: De Avengers.

## Personageschets
Dane Whitman werd door zijn oom Nathan Garrett ontboden, toen deze op sterven lag na zijn gevecht met Iron Man. Deze laatste gebood hem om al zijn fouten goed te maken en zijn uitvindingen te gebruiken in dienst van het goede en niet het kwade. Gekleed in een aangepaste uitrusting van zijn overleden oom en gezeten op het genetisch gemanipuleerde en gevleugelde paard Aragorn (genoemd naar het personage uit In de ban van de Ring) besloot Dane contact te zoeken met de Avengers. Toen deze laatsten hem zagen werd hij per vergissing aanzien voor zijn oom. Dane kon niets anders doen dan vluchten en besloot om terug te keren naar Garrett Castle. Hier stootte hij per toeval op de tombe van zijn voorvader Sir Percy en werd net als zijn oom destijds verzocht, door diens geest, om het Ebony Blade te trekken. In tegenstelling tot zijn oom had hij wel een zuiver geweten, waardoor hij het zwaard zonder probleem kon trekken. Na een tweede ontmoeting met de Avengers werd de vergissing van de vorige keer rechtgezet en trad hij toe tot hun rangen.
Dane was echter niet op de hoogte van de vloek die op zijn zwaard rustte. Deze vloek hield in dat het zwaard nooit bloed mocht doen vloeien, of zijn drager zou in steen veranderen. Dit gebeurde echter toen Namor the Sub-Mariner het zwaard gebruikte om een diepzeemonster te doden. Dane versteende, maar in plaats van te sterven reïncarneerde hij als enkele van zijn voorvaderen in het verleden. Zo streed hij als Eobar Garrington aan de zijde van Richard I in de Kruistochten en kwam hij na een tijdje als de oorspronkelijke Black Knight: Sir Percy terug naar deze tijd, om tegen de duistere horden van Morgan le Fey te strijden, alvorens Merlijn, de tovenaar de vloek van het zwaard verbrak.

## In andere media

### Marvel Cinematic Universe
Dane Whitman / Black Knight maakt een verschijning in de film Eternals (2021) van het Marvel Cinematic Universe waarin hij gespeeld wordt door acteur Kit Harington. Whitman gaat in de toekomst iets te maken hebben met de superheld Blade / Eric Brooks zoals bleek uit de post-credit scene van Eternals.

### Televisieseries
- Dane Whitman/Black Knight maakt een verschijning in de televisieserie The Avengers: Earth's Mightiest Heroes uit 2010.